# Isophthalsäure
Isophthalsäure (auch meta-Phthalsäure) ist eine Chemikalie und gehört zur Gruppe der aromatischen Dicarbonsäuren (Benzoldicarbonsäuren).

## Physikalische Eigenschaften
Die Zündtemperatur liegt bei 700 °C.

## Herstellung
Isophthalsäure wird durch Oxidation von meta-Xylol mit Luftsauerstoff hergestellt.

## Verwendung
Isophthalsäure dient als Ausgangsstoff zur Herstellung von Aramiden, Polyestern, Kunstharzen für hochtemperaturbeständige Elektroisolierlacke und ölfreie Alkydharze.